# Насарая, Зураб
Зураб Насарая (груз. ზურაბ ნასარაია; род. 19 октября 1973 года, Поти, Грузинская ССР) — грузинский государственный деятель, государственный уполномоченный (губернатор) в регионе Гурия с 20 августа 2018 года по 9 февраля 2021 года.

## Биография
Родился 19 октября 1973 года в Поти.
Окончил инженерно-физический факультет Грузинского технического университета в 1995 году.
Занимал различные должности в государственных структурах города Поти с 1990 года, с 1999 по 2002 год являлся председателем городского совета (сакребуло) Поти.
С 18 июня 2002 года по 22 апреля 2004 года был депутатом парламента Грузии 5 созыва, являлся членом партии Союз граждан Грузии.
С 2004 года занимал различные должности в ООО «Грузинская железная дорога», с 2014 год по 2018 года был председателем профсоюза железнодоржником.
20 августа 2018 года назначен государственным уполномоченным (губернатором) в регионе Гурия.
Женат, супруга — Тамар (1974 г.р), двое детей — Габриэль (2005 г.р.) и Нуца (2015 г.р.).